# Тенесоая
Тенесоая (рум. Tănăsoaia) — село у повіті Вранча в Румунії. Входить до складу комуни Тенесоая.
Село розташоване на відстані 211 км на північний схід від Бухареста, 47 км на північ від Фокшан, 118 км на південь від Ясс, 90 км на північний захід від Галаца, 146 км на схід від Брашова.

## Населення
За даними перепису населення 2002 року у селі проживали 343 особи, з них 342 особи (99,7%) румунів. Усі жителі села рідною мовою назвали румунську.